# Deutscher Beobachter in Süd-Africa
Der Deutsche Beobachter in Süd-Africa war eine Wochenzeitung in King William’s Town von 1858.

## Geschichte
Am 1. Juni 1858 erschien die erste Ausgabe des Deutschen Beobachters in Süd-Africa. Der Herausgeber war Th. George, der vorher für die Berliner-Hamburger Eisenbahngesellschaft gearbeitet hatte. Sie war die zweite deutschsprachige Zeitung in der Stadt nach der kurz zuvor eingestellten Anglo-Germania.
Sie berichtete vor allem über Themen, die für die weit verstreuten deutschen Siedler in der Kapkolonie von Interesse waren, wie Ratschläge für Ackerbau, Viehwirtschaft und Industrie, in der ersten Ausgabe wurde die Gründung einer Credit-Bank vorgeschlagen. Die Nachrichten aus Europa und Nordamerika waren in der ersten Ausgabe vom Stand des Januar.
Der Deutsche Beobachter in Süd-Africa erschien wöchentlich. Die letzte Ausgabe ist vom 14. September 1858 bekannt.